# Kudruküla
Koordinaten: 59° 26′ N, 28° 3′ O
Kudruküla ist ein Dorf (estnisch küla) in der Stadtgemeinde Narva-Jõesuu (bis 2017 Landgemeinde Vaivara). Es liegt im Kreis Ida-Viru (Ost-Wierland) im Nordosten Estlands.

## Beschreibung und Geschichte
Das Dorf hat 100 Einwohner (Stand 1. Januar 2012). Es liegt am Fluss Narva, kurz vor seiner Mündung in die Ostsee.
Heute umfasst das Territorium des Ortes auch das Gebiet des während des Zweiten Weltkriegs zerstörten Dorfes Riigiküla.
Dort wurden seit 1951 drei Siedlungen der steinzeitlichen Narva-Kultur freigelegt.